# 呉明捷
呉 明捷（ご めいしょう、1912年 - 1983年）は、台湾新竹庁苗栗支庁出身の野球選手（投手、内野手）。右投げ右打ち。その投球は「麒麟児」「怪腕」と評された。

## 来歴・人物
1931年の第17回全国中等学校優勝野球大会で台南州立嘉義農林学校のエースで4番・主将の、文字通りの大黒柱として出場、全試合を一人で投げ抜き、同校を初出場ながら準優勝に導いた。
同大会の台湾予選におけるノーヒットノーラン（対台中一中戦）および甲子園大会における完封（対神奈川商工戦）は、それぞれ台湾野球史上初の快挙である。
1933年に早稲田大学に進学 、早大では一塁手に転向して打者として活躍、1936年には東京六大学野球での当時の通算ホームラン数のタイ記録となる7本を記録同年秋のシーズンでは打率0.333で首位打者を獲得している。
1938年に早大を卒業した後はプロ野球には進まず、外地台湾籍のまま東京の台湾拓殖に入社して社会人野球選手となった。
1945年に終戦によって台湾拓殖が整理されると同時に野球選手を引退、それ以降も台湾には戻らず、日本で個人事業を営み暮した。東京都豊島区に居住、千代田区麹町4丁目に営業所、後に同二丁目に転居荒川区にて事業を営んだ。晩年引退後、調布市に転居、生来のヘラ鮒釣りや競馬観戦に勤しみ、台湾苗栗の古里を度々訪ねるなど悠々自適に過ごした。
1983年病気により、調布市内にて死去。享年71歳。戦後、日本国籍を失った後は日本国籍を再取得することなく、亡くなるまで中華民国の国籍のままだった。

## プレースタイルなど
ワインドアップモーションから大きくテイクバックを取り、そのまま上半身ごと身体をひねって投げ下ろす力感あふれるフォームから繰り出す速球に威力があった。変化球は、カーブとシンカーを持っていた。
そのダイナミックな投球フォームは当時の新聞から“呉投手のモーションはすこぶる大がかりで、球が、一度に二つも三つも飛び出しそうな気配”と評された。
第17回全国中等学校優勝野球大会における呉の投手成績は、初戦の神奈川商工戦こそ被安打1、奪三振8、与四死球4で完封（スコア：3-0）したものの、続く札幌商戦では打ち合いとなり奪三振8ながら被安打10、与四死球7、失点7（スコア：19A-7）。
準決勝の小倉工戦では被安打8、与四死球3、失点2ながら奪三振は3にとどまった（スコア：10A-2）。
決勝の中京商戦では、酷使による右手指の負傷を押して出場したが、ケガと疲労に加えて中京商の抜け目ない攻撃に遭って苦戦、3回に2死からヒットと四球で1、2塁とされてから三遊間にタイムリー、打者走者は本塁送球を見て2塁を狙い、その際に2塁刺殺を焦った捕手が2塁に悪送球（エラー）して2点、4回には無死1塁から投一間バント安打、この打球を処理するべき二塁手が二塁ベースカバーに入っていたスキを突かれて無死2、3塁とされ、その後1死は取るものの自らの暴投でさらに2点を追加されて力尽きた（スコア：0-4A）。
なお決勝戦での呉の投手成績は、被安打11、奪三振0、与四死球8であった。飛田穂洲はこの試合での呉の投球を「呉のカーブはその疲労とともに速力を減じ、コントロールにも甚だ悩み、中京にこれを狙われて崩れを見せるに至った」と評じている。
同大会での嘉義農林の快進撃は、呉の投球に加え、準決勝までの3試合で32得点した嘉義農林の強力打線によるものが大きい。なお呉自身は打者としても大会通算で打率0.412、三振0と活躍した。